# Ralf Steinmetz
Ralf Steinmetz (* 31. Juli 1956 in Santiago de Chile, Chile) ist ein deutscher Informatiker und Elektrotechniker. Als Professor für Multimedia-Kommunikation war er bis 2024 an der Technischen Universität Darmstadt tätig.

## Leben
Steinmetz studierte Elektrotechnik an der TU Darmstadt, wo er 1986 über das Thema Modularisierte Petri Netze zur Beschreibung und Analyse nachrichtentechnischer Systeme mit vermaschten informationsverarbeitenden Strukturen promovierte.
Nach weiteren Tätigkeiten in der Forschung und im Management der Firmen Philips und IBM von 1987 bis 1996 habilitierte Steinmetz 1994 am Fachbereich Informatik der Johann Wolfgang Goethe-Universität in Frankfurt am Main zum Thema Multimedia-Technologie: Grundlagen, Komponenten und Systeme. 1996 wurde er auf eine neu eingerichtete Stiftungsprofessur für industrielle Prozeß- und Systemkommunikation der Volkswagen-Stiftung an der TU Darmstadt berufen.
Weiterhin übernahm Steinmetz von 1996 bis 2000 die Leitung eines GMD-Forschungszentrums für Informationssysteme und begleitete in seiner Rolle als Institutsleiter die Überführung in ein Fraunhofer-Institut. 1999 gründete er das Hessische Telemedia Technologie Kompetenz-Center (httc e.V.), dessen Vorstandsvorsitz er bis 2022 innehatte.
Seit 1996 hat Steinmetz eine C4-Professur an der TU Darmstadt im Fachbereich Elektrotechnik und Informationstechnik inne und ist Zweitmitglied am Fachbereich Informatik. Seit Oktober 2001 leitet er das Fachgebiet Multimedia Kommunikation.
2005 wurde Steinmetz als Mitglied des Technologiebeirats der Hessen Agentur und zum Beauftragten für Informations- und Kommunikationstechnik der Hessischen Landesregierung berufen.
Von 2006 bis 2012 war er Sprecher der neu gegründeten DFG-Forschergruppe „Verbesserung der Qualität von Peer-to-Peer-Systemen durch die systematische Erforschung von Qualitätsmerkmalen und deren wechselseitigen Abhängigkeiten“. In 2012 war Steinmetz maßgeblich daran beteiligt, den DFG-Sonderforschungsbereich 1053 MAKI an der TU Darmstadt zu etablieren, dessen Sprecher er seit 2013 ist. In diesem Rahmen beschäftigt er sich intensiv mit der Zukunft des Internet im Hinblick auf das Konzept der Transition. Dies manifestiert er auch als Sprecher des Profilbereichs Internet und Digitalisierung an der TU Darmstadt.
In der Universitätsversammlung der TU Darmstadt vertritt Steinmetz die Professorengruppe Leistungsfähige Hochschule.
Von August 2018 bis Juni 2020 war Steinmetz Mitglied im Rat für Digitalethik der Hessischen Landesregierung.
Seit Oktober 2018 ist er Mitglied des Vorstands der Vereinigung von Freunden der Technischen Universität zu Darmstadt e.V.
Ende 2024 trat Prof. Steinmetz in den Ruhestand.

## Leistungen
In den achtziger Jahren prägte und schärfte Steinmetz den Begriff Multimedia in der Fachwelt. Er leistete grundlegende Arbeiten auf dem Gebiet der Wahrnehmung von Synchronität in Multimediaströmen. Am Lehrstuhl Multimedia Kommunikation arbeitet Steinmetz mit über 30 Forschern an der Verwirklichung seiner Vision der echten nahtlosen Multimedia Kommunikation. Seine Forschungsschwerpunkte umfassen unter anderem die Felder Communication Services, IT Architectures, Knowledge Media, Mobile Networking, Networked Gaming, Network Mechanisms & QoS, Peer-to-Peer Networking, Netzwerksicherheit & Trust und Rechnerallgegenwart (engl. ubiquitous computing).

## Auszeichnungen
- 1999 Ernennung zum IEEE Fellow
- 1999 Award for Excellence in Internet research von IBM
- 1999 Ernennung zum iCCC Governor
- 2001 Ernennung zum ACM Fellow
- 2009 Ernennung zum ACM „Editor-in-Chief of the Transactions on Multimedia Computing, Communications and Applications“
- 2014 Chair of Excellence der Universität Carlos III
- 2017 Ernennung zum ITG-Fellow der Informationstechnischen Gesellschaft im VDE
- 2018 Ernennung zum GI-Fellow der Gesellschaft für Informatik
- 2019 Wahl zum Mitglied der Academia Europaea
- 2022 Ernennung zum Ehrendoktor der RWTH Aachen[11]

## Veröffentlichungen
Steinmetz hat an mehr als 900 Publikationen maßgeblich mitgewirkt und schrieb mehrere Lehrbücher zu Multimedia-Technologien, von denen einige Standardwerke in der Lehre sind.
- Ralf Steinmetz, Klaus Wehrle (Hrsg.): Peer-to-Peer Systems and Applications (Memento vom 18. Dezember 2014 im Internet Archive). Lecture Notes in Computer Science, Volume 3485,  Springer, Berlin 2005 (Sept.), ISBN 3-540-29192-X
- Ralf Steinmetz, Klara Nahrstedt: Multimedia Systems, Springer 2004, ISBN 3-540-40867-3
- Ralf Steinmetz, Klara Nahrstedt: Multimedia Applications, Springer 2004, ISBN 3-540-40849-5
- Ralf Steinmetz und Klara Nahrstedt: Multimedia Fundamentals Volume 1, 2nd Edition. Prentice Hall 2002, ISBN 0-13-031399-8
- Ralf Steinmetz: Multimedia-Technologie. Grundlagen, Komponenten und Systeme, Springer 2000, ISBN 3-540-67332-6